# ولتشوس
ولتشوس (به چکی: Vlčeves) یک منطقهٔ مسکونی در جمهوری چک است که در شهرستان تابور واقع شده‌است.
 ولتشوس ۶٫۳۷ کیلومتر مربع مساحت و ۷۸ نفر جمعیت دارد و ۵۵۵ متر بالاتر از سطح دریا واقع شده‌است.